# Vinterland (musikalbum)
Vinterland är ett studioalbum av Sarah Dawn Finer, utgivet  13 november 2014. Albumet har beskrivits som ett "vinteralbum", och innehåller flera julsånger, precis som albumet Winterland som Sarah Dawn Finer släppte 2010.

## Låtlista
1. Vinterland
2. Kanske nästa år
3. Jag tror det blir snö i natt
4. Håll mitt hjärta (duett med Samuel Ljungblahd)
5. Vinter
6. Ännu en jul
7. Från november till april
8. Valborg
9. Vintersaga
10. Jul, jul, strålande jul (duett med Stephen Simmonds)
11. Nyårslöfte
12. Sancta Lucia (Strålande helgonfé), duett med Malena Ernman)

## Listplaceringar
| Lista (2014) | Topplacering |
| ------------ | ------------ |
| Sverige      | 10           |

### Fotnoter
1. ↑  ”Boka Sarah Dawn Finer – Blixten & Co”. Blixten & Co. 10 mars 2014. Arkiverad från originalet den 29 november 2014. https://web.archive.org/web/20141129024102/http://www.blixten.se/musik/sarah-dawn-finer. Läst 13 november 2014.
2. ↑  ”Vinterland”. Ginza musik. 10 mars 2014. http://www.ginza.se/product/dawn-finer-sarah/vinterland-2014-signerad-/251529/. Läst 14 november 2014.
3. ↑  ”Sarah Dawn Finer gör vinterskiva” (på svenska). Svenska dagbladet. 11 augusti 2014. https://www.svd.se/sarah-dawn-finer-gor-vinterskiva. Läst 21 december 2018.
4. ↑  ”Vinterland”. Swedishcharts. 10 mars 2014. http://www.swedishcharts.com/showitem.asp?interpret=Sarah+Dawn+Finer&titel=Vinterland&cat=a. Läst 14 november 2014.